# Orlen (Duitsland)
Orlen is een plaats in de Duitse gemeente Taunusstein, deelstaat Hessen, en telt 1248 inwoners (2008).